# Prusy (powiat buski)
Prusy – wieś w Polsce położona w województwie świętokrzyskim, w powiecie buskim, w gminie Stopnica.

## Części wsi
| SIMC    | Nazwa      | Rodzaj    |
| ------- | ---------- | --------- |
| 0272810 | Nowe Prusy | część wsi |

Wieś w powiecie wiślickim województwa sandomierskiego w latach 70. XVI wieku należała do wojewody krakowskiego Piotra Zborowskiego. . W latach 1975–1998 miejscowość położona była w województwie kieleckim.
Przez wieś przechodzi  zielony szlak turystyczny z Wiślicy do Grochowisk.
Do 2005 r. wieś nosiła nazwę Stare Prusy. Nazwa została zmieniona na mocy rozporządzenia Ministra Spraw Wewnętrznych z dnia 27 grudnia 2005 r.

## Historia
Prusy jako osada jeniecka powstały przed 1250 r. bowiem wymienione są przez źródła pisane przed wspomniana datą. W XV w. wieś była własnością Jana z Rytwian, kasztelana krakowskiego. W 1783 r. miejscowość pisana jako Prussy według Regestru Diecezjów należała do Wodzickiego, starosty krakowskiego.

## Zabytki
- Kapliczka z 1890 r., w której znajduje się rzeźba Chrystusa Frasobliwego